# Andrășești
Andrășești is een Roemeense gemeente in het district Ialomița.
Andrășești telt 2221 inwoners.